# Schweizerische Gesellschaft für Psychoanalyse
Die Schweizerische Gesellschaft für Psychoanalyse (SGPsa) ist eine schweizerische wissenschaftliche Fachgesellschaft im Bereich Psychoanalyse. Sie wurde 1919 gegründet und betreibt Ausbildungszentren in Basel, Bern, Zürich, Lausanne, Genf und Lugano. Von ihr spaltete sich 1977 das Psychoanalytische Seminar Zürich ab. Sie gehört zur International Psychoanalytical Association.

## Präsidenten
- 1919–1928: Emil Oberholzer
- 1928–1961: Philipp Sarasin
- 1961–1967: Raymond de Saussure
- 1967–1970: Paul Parin
- 1970–1973: Michel Gressot
- 1973–1976: Fritz Meerwein
- 1976–1979: André Haynal
- um 1984: Peter Dreyfus
- um 1985/1987: Olivier Flournoy
- um 2000: Alexander Moser
- um 2004: Rosmarie Berna-Glantz
- um 2004/2007: Dieter Bürgin
- 2009–2012: Nicolas de Coulon
- seit 2012: Renata Sgier